# Loch Lomond
För andra betydelser, se Loch Lomond (olika betydelser).

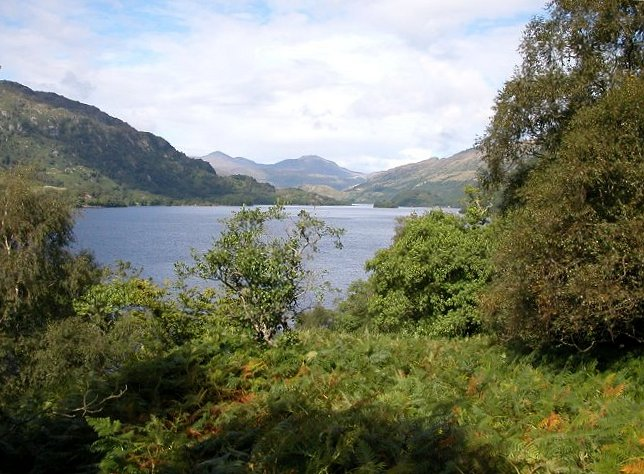
Loch Lomond.

Loch Lomond (skotsk gaeliska: Loch Laomainn, "Almarnas sjö", från gammalgaeliska leaman, "alm") ligger i Skottland och är den till ytan största sjön på ön Storbritannien. I staten Storbritannien (United Kingdom) är dock de båda nordirländska sjöarna Lough Neagh (388 km²) och den nedre Lough Erne (110 km²) större (på de Brittiska öarna finns ytterligare sjöar i Republiken Irland som är större än Loch Lomond) och sett till volymen är Loch Ness nästan tre gånger så stor. Sjön har en yta på 71 km² och har ett maxdjup på 189,9 meter , medeldjupet är 37 meter. Den är 39 km lång och har en bredd på mellan 1,21 och 8 km. Sjön är en del av Loch Lomond och The Trossachs nationalpark. Det 974 meter höga berget Ben Lomond ligger vid den östra stranden  och är Skottlands sydligaste "Munro". Det finns omkring 60 öar av varierande storlek i sjön ; bland dessa den sydligaste, Inchmurrin, som med sina 120 ha är den största ön i en insjö på de Brittiska öarna. Sjön avvattnas söderut av floden Leven, vilken i sin tur mynnar på norra sidan av  Firth of Clyde.

## Öar
De största öarna, vilka alla ligger i den bredare södra delen av sjön, är:
Inch, som ingår i namnen ovan, är den angliserade formen av det gaeliska innis som betyder "ö".

## Populärkultur
Sjön har gett namn till dikten och sången The Bonnie Banks o' Loch Lomond.
Den skotska whiskyn Loch Lomond är även kapten Haddocks favoritdryck i serien om Tintin.

## Whisky på riktigt
Loch Lomond Distillery heter firman som framställer Kapten Haddocks whisky på riktigt. Se även Loch Lomond.

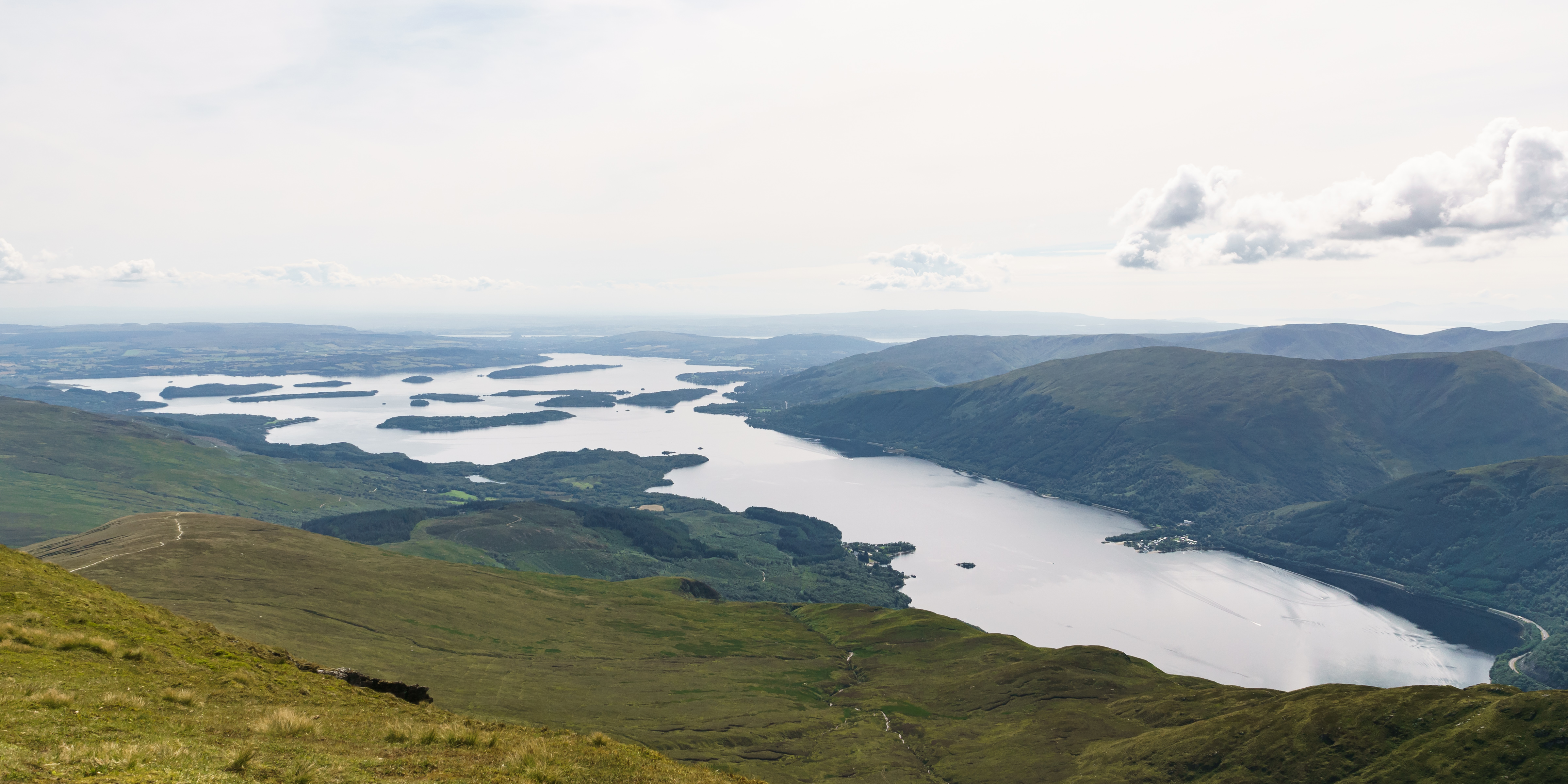
Loch Lomond sedd söderut från Ben Lomonds topp.